# Kolumba
Il Kolumba (prima Diözesanmuseum, "Museo diocesano") è un museo d'arte a Colonia, in Germania. Si trova sul sito dell'ex chiesa di San Kolumba ed è gestito dall'arcidiocesi di Colonia. È uno dei musei più antichi della città, insieme al Wallraf-Richartz Museum.

## Storia
Il museo è stato fondato dalla Società tedesca per l'arte cristiana nel 1853 e rilevato dall'arcidiocesi di Colonia nel 1989.
Fino al 2007 era situato vicino al duomo di Colonia. La sua nuova sede, costruita tra il 2003 e il 2007, è stata progettata dall'architetto Peter Zumthor e inaugurata dall'arcivescovo Joachim Meisner. Il sito era originariamente occupato dalla chiesa romanica di San Kolumba, distrutta durante la seconda guerra mondiale e sostituita nel 1950 dalla cappella di Gottfried Böhm denominata "Madonna delle rovine".
Il nuovo edificio costruito da Peter Zumthor condivide ora il suo sito con le rovine della chiesa gotica e della cappella degli anni '50, avvolgendo una facciata in mattoni grigi traforati come un mantello attorno al museo e alla vecchia chiesa. Il percorso espositivo è formato da sedici sale.

## Collezione

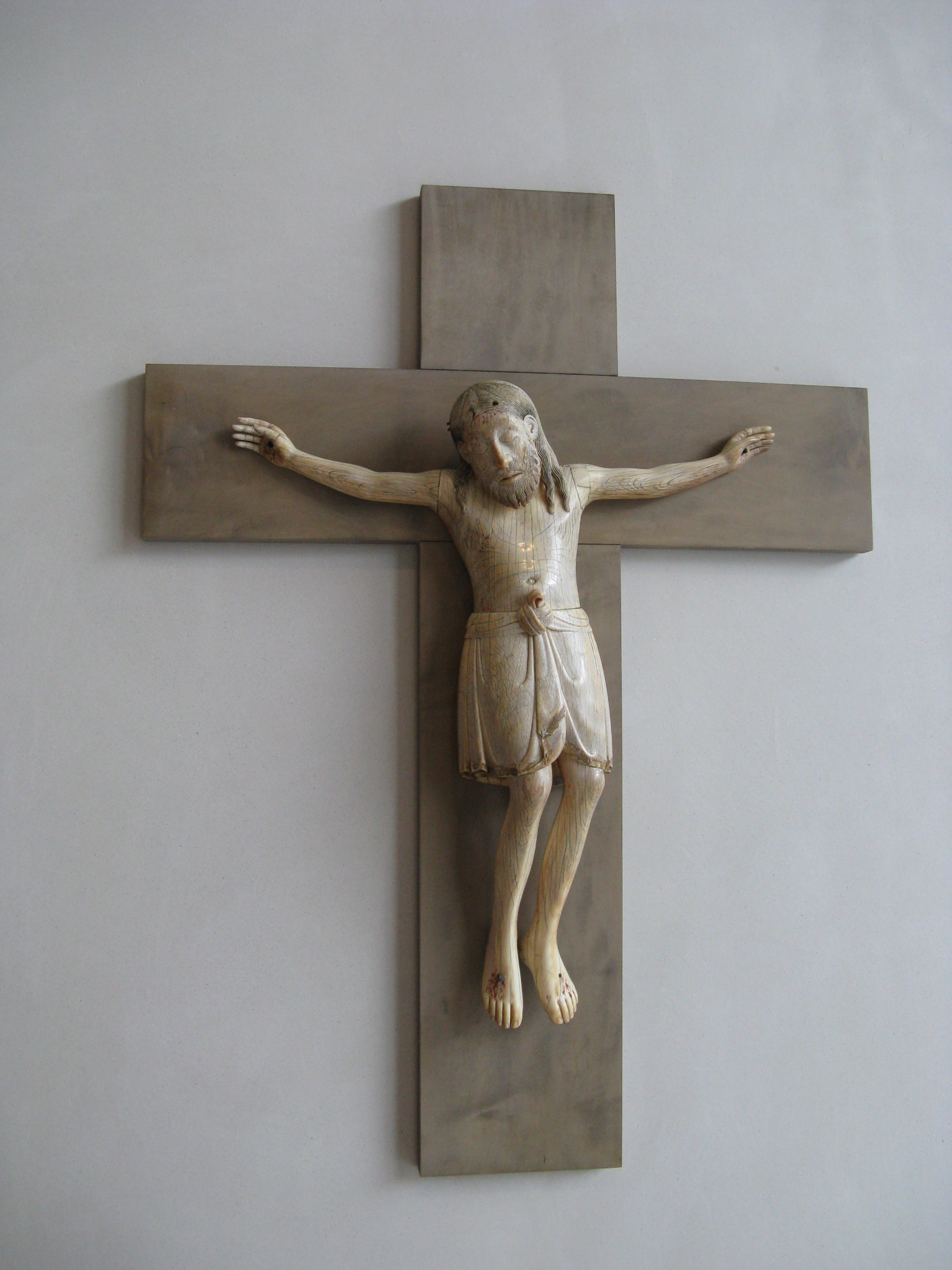
Crocifisso in avorio del XII secolo.

La collezione comprende dipinti, disegni, stampe, sculture, arti decorative e icone religiose dalla tarda antichità ai giorni nostri. Escluse alcune opere in esposizione permanente, la presentazione presenta una selezione regolarmente rinnovata del patrimonio del museo. Ad accomagnare gli oggetti esposti generalmente non ci sono testi esplicativi e il percorso è ordinato senza un particolare ordine cronologico o stilistico.

## Riconoscimenti[5]
- 2008: premiato come 1° al Brick Award dell'azienda Wienerberger.
- 2008: premiato come 1° al DAM Award for Architecture in Germany del Deutsches Architekturmuseum.
- 2008: premiato come 1° all'Hanns-Schaefer Prize dalla Cologne Association of Home and Property Owners.
- 2008: premiato nella sezione Architecture nel Praemium Imperiale della Japan Art Association.[6]
- 2010: premiato come 1° al Cologne Architecture Prize dall'Association of the Cologne Architecture Prize.
- 2011: premiato nella sezione North Rhine-Westphalia dall'Association of German Architects.[7]